# タンジレ州
タンジレ州（タンジレしゅう、フランス語: Région de la Tandjilé、アラビア語: منطقة تانجلي ）は、チャドの州。チャドの22ある州のうちのひとつである。州都はライ。
2009年の調査による人口は682,817人。

## 下位行政区画
タンジレ州は東タンジレ県と西タンジレ県の2県に分かれている。

## 住民
タンジレ州の民族構成ではマルバ人(19.85%),Nangtchéré人(13.62%),レレ人(13.93%),ンガムベイ人(12.62%)、ガブリ人(10.61%)などが多い。